# Liriomyza kuscheli
Liriomyza kuscheli este o specie de muște din genul Liriomyza, familia Agromyzidae, descrisă de Spencer în anul 1964. Conform Catalogue of Life specia Liriomyza kuscheli nu are subspecii cunoscute.